# Microgadus
Genre
Microgadus est un genre de poissons de la famille des Gadidae qui ne regroupe que deux espèces.

## Description
Il s'agit de poissons essentiellement marins mais qui acceptent l'eau saumâtre voire l'eau douce (pour M. tomcod). Leur forme générale est celle de la morue mais ils sont d'une taille plus petite (30 à 40 cm). Comme les autres gadidés, ils présentent trois nageoires dorsales et un barbillon unique sous la mâchoire.

## Répartition
Ce sont des poissons que l'on rencontre le long des côtes nord-américaines mais, tandis que M. proximus vit dans le Pacifique, M. tomcod, lui, est présent dans l'Atlantique.

## Liste des espèces
Selon FishBase (14 fev. 2016) et World Register of Marine Species (14 fev. 2016) :
- Microgadus proximus (Girard, 1854)
- Microgadus tomcod (Walbaum, 1792) - poulamon atlantique